# Betsy Ross Bridge
Die Betsy Ross Bridge ist eine sechsspurige Straßenbrücke über den Delaware River zwischen dem nordöstlichen Stadtteil Bridesburg von Philadelphia in Pennsylvania und dem Pennsauken Township in New Jersey. Sie führt die New Jersey Route 90, die in Pennsylvania an die Interstate 95 und in New Jersey an den U.S. Highway 130 angeschlossen ist. Die Brücke wird von der Delaware River Port Authority betrieben und ist in Richtung Westen nach Philadelphia mautpflichtig. Das durchschnittliche Verkehrsaufkommen liegt täglich bei circa 45.000 Fahrzeugen. Die Brücke ist nach Betsy Ross benannt, die einer Legende nach 1776 angeblich die erste Flagge der Vereinigten Staaten nähte, was heute allerdings angezweifelt wird.

## Geschichte
Die Brücke wurde in den 1950er-Jahren als alternative Flussquerung zur stromaufwärts gelegenen Tacony–Palmyra Bridge im nordöstlichen Teil von Philadelphia geplant. Diese Straßenbrücke aus dem Jahre 1929 besitzt nur drei Spuren für den Fahrzeugverkehr, der für den Schifffahrtsverkehr durch Öffnung einer integrierten Klappbrücke unterbrochen werden muss. Zudem betrachtete das United States Army Corps of Engineers die Brücke als starke Beeinträchtigung für die Navigation auf dem Flussabschnitt. Die Betsy Ross Bridge wurde ab 1969 schließlich als zusätzliche Brücke in unmittelbarer Nachbarschaft zur Delair Bridge errichtet, einer Eisenbahn-Hubbrücke von 1896, ungefähr in der Mitte zwischen der Tacony–Palmyra Bridge und der Benjamin Franklin Bridge. Die Bauarbeiten waren fünf Jahre später (1974) abgeschlossen, aber aufgrund von Widerständen der Anwohner des Stadtteils Bridesburg, unterstützt durch hochrangige Politiker, verzögerte sich die Fertigstellung der Zufahrten und somit die Eröffnungsfeier, die von Protestkundgebungen auf der Pennsylvania-Seite begleitet war, bis zum 30. April 1976.
Die Entrichtung der Gebühren für die Benutzung in Richtung Westen nach Philadelphia erfolgt an einer Mautstation vor der Zufahrt in Pennsauken, die Gegenrichtung ist mautfrei. Die Einführung des elektronischen Mautsystems E-ZPass erfolgte Ende 1999. Im Rahmen von Sanierungsarbeiten wurde die Konfiguration mit acht Fahrstreifen im Jahr 2000 geändert und die Anzahl auf sechs breitere Spuren reduziert. Auf der Philadelphia-Seite bildet die New Jersey Route 90 vor der Zufahrt zur Brücke ein Autobahndreieck mit der Interstate 95. Zwei unvollendete Rampen kurz vor der I-95 zeugen noch heute von dem jahrelangen Ringen mit den Einwohnern von Bridesburg um die Streckenführung der Zufahrten.

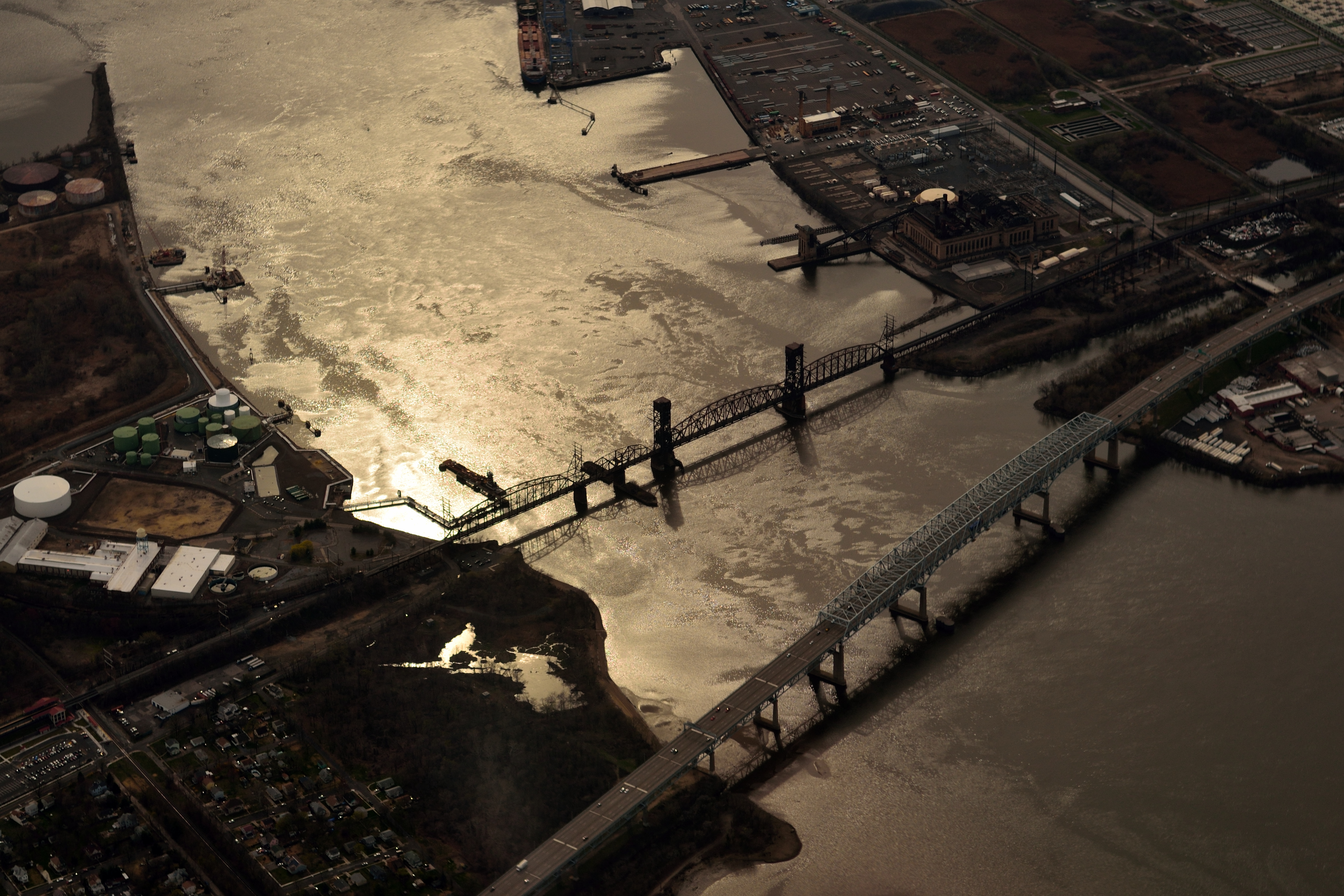
Luftaufnahmen der Betsy Ross Bridge und der benachbarten Delair Bridge (2015)
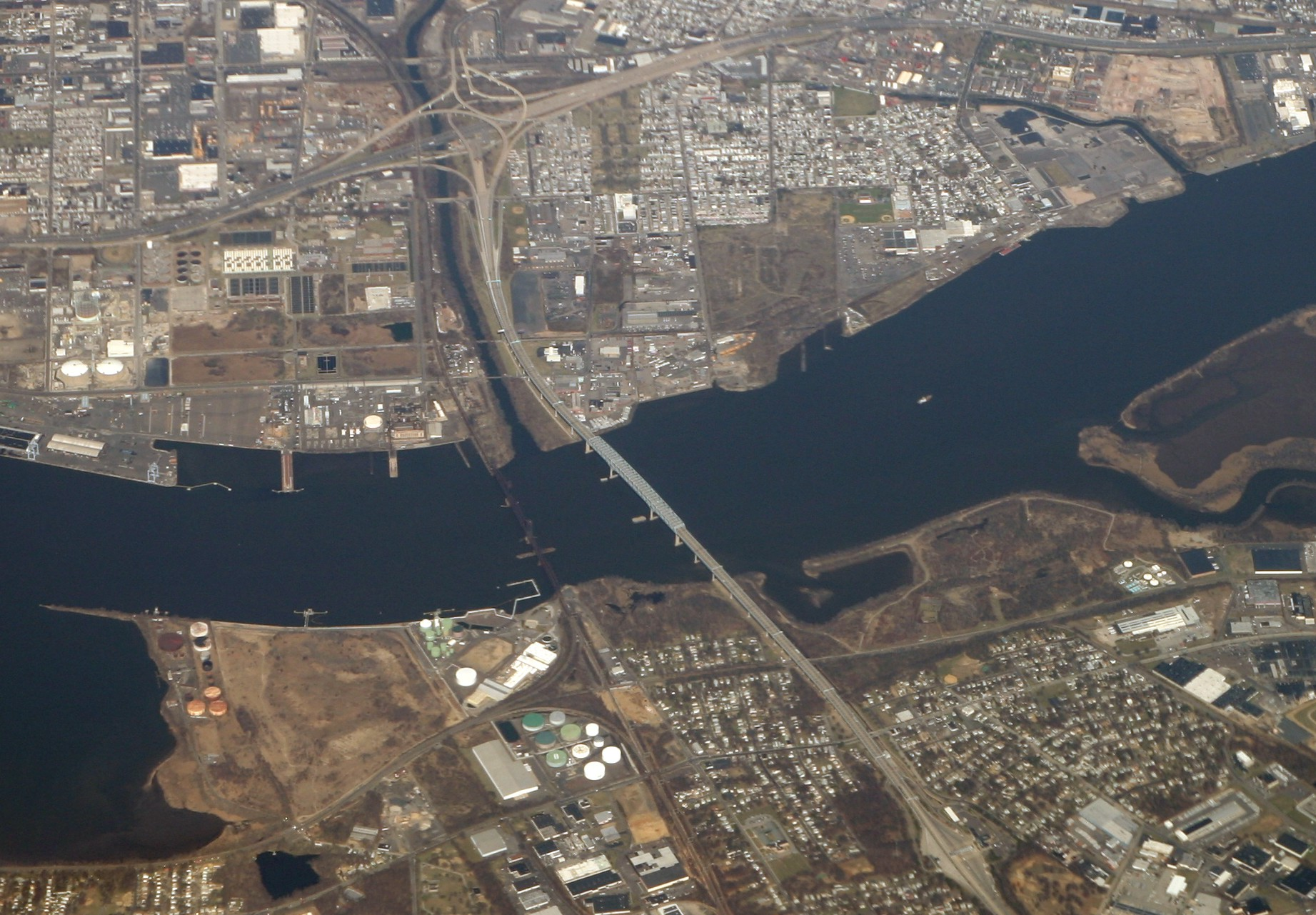
Oben Zufahrt in Philadelphia hinter dem Autobahndreieck mit der I-95, unten die Mautstation in New Jersey (2012)

## Beschreibung
Zentrales Element der Stahl-Auslegerbrücke ist ein 444 m langer und 32 m breiter symmetrischer Fachwerkträger mit untenliegender Fahrbahn. Er ist als zusammenhängender Durchlaufträger ausgeführt mit einer Spannweite von 222 m zwischen den mittleren Strompfeilern und 111 m langen Kragarmen. Daran schließen sich auf jeder Seite jeweils fünf kürzere Fachwerkträger mit obenliegender Fahrbahn an, gefolgt von mehreren Balkenbrücken für die Zufahrten, deren Anzahl sich auf insgesamt 41 summiert. Die Brücke hat dadurch eine Gesamtlänge von 2.586 m zwischen den Widerlagern und besteht aus insgesamt 29.326 Tonnen Stahl. Die Fahrbahn hat eine Breite von 27,4 m und bietet drei Spuren pro Fahrtrichtung platz, die durch eine Betonschutzwand voneinander getrennt sind.
Für den Schifffahrtsverkehr ist unterhalb des Durchlaufträgers eine lichte Weite von etwa 120 m zwischen den mittleren Strompfeilern realisiert, bei einer lichten Höhe von 41 m (bezogen auf das mittlere Hochwasser) und einer minimalen Tiefe des Fahrwassers von 12 m.

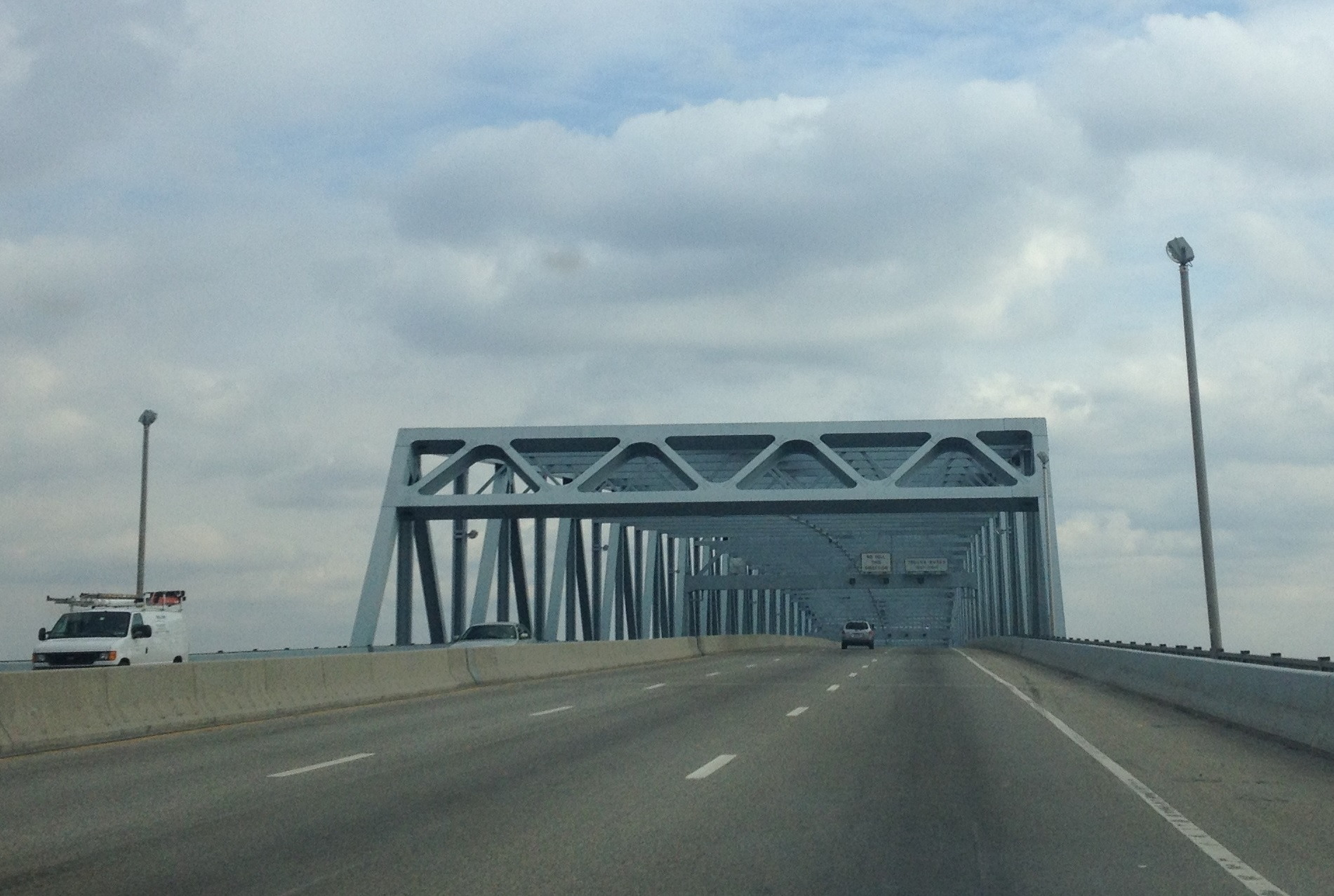
Auffahrt auf die sechsspurige Brücke (2014)
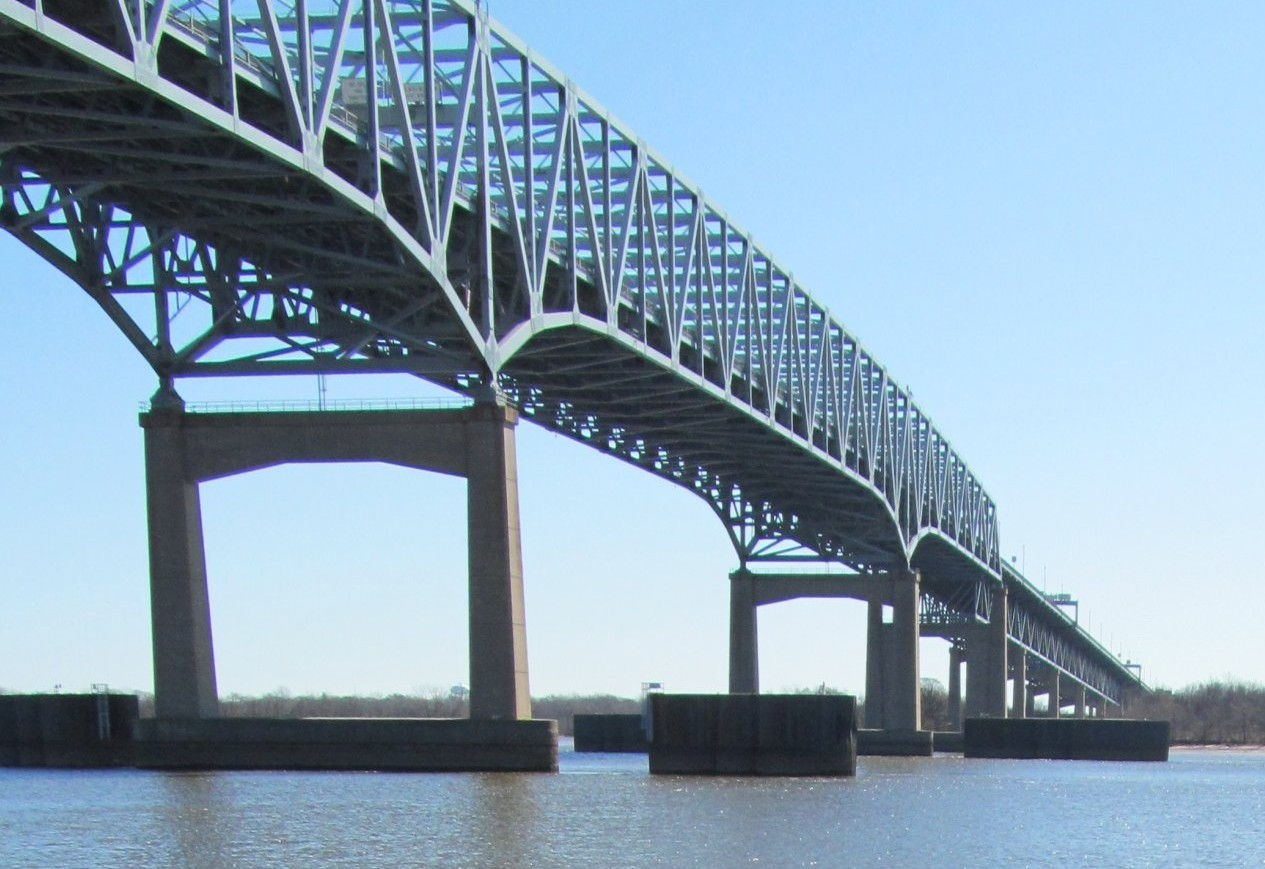
Durchlaufträger über der Fahrrinne, Mittlere Strompfeiler mit Schiffsabweisern (2012)